# Diario di un maestro
Diario di un maestro è uno sceneggiato televisivo del 1973 diretto da Vittorio De Seta e trasmesso sul primo canale RAI in quattro puntate. Il soggetto è tratto dal libro autobiografico Un anno a Pietralata di Albino Bernardini.
La versione televisiva aveva una durata di 270 minuti. Due anni dopo l'uscita in tv, il film raggiunse le sale ridotto a 135 minuti. Questa versione è stata selezionata tra i 100 film italiani da salvare.

## Trama
Bruno D'Angelo, giovane insegnante proveniente dall'entroterra napoletano, riceve la nomina per fare il maestro in una scuola elementare a Tiburtino III, quartiere periferico di Roma. Arrivato a Roma a bordo della sua Renault 4 prima serie grigia, chiede informazioni ai passanti su dove si trovi la scuola. Con aria tranquilla e poco presuntuosa, con un abito formale e un cappotto tipo Loden marrone, si presenta alla signorina Olivieri, segretaria che fa anche le veci del direttore, che gli dà il benvenuto, gli consegna il registro e lo avverte che gli è stata assegnata una classe di elementi non facili: ragazzi svogliati e tutt'altro che docili, molti dei quali ripetenti. Non appena si trova davanti la classe, rientrata dall'intervallo, il maestro si rende conto che è una classe disastrata, con studenti provenienti da varie borgate, diversi assenti perché costretti ad andare a lavorare o perché interessati ad altre attività, alcune delle quali pericolose.
Invece di disinteressarsi della sua aula semivuota chiamata "la resulta", il maestro decide di affrontare il mancato rispetto dell'obbligo scolastico in maniera non burocratica, va in ogni casa a convincere i genitori, va a ripescare lui stesso i ragazzi dagli sfasciacarrozze o dai mercati, cercando di riportarli in classe e di motivarli. Alla fine riesce nell'intento, ma finisce con l'entrare in conflitto con i colleghi e soprattutto con il direttore. Contro il volere di quest'ultimo, decide di assumere uno stile d'insegnamento non tradizionale, che però contribuisce a rendere più saldo il rapporto con gli studenti.
Dando alle lezioni un assetto assolutamente atipico, quasi rivoluzionario per i programmi dell'epoca, un giorno porta in classe Raffaele, un giovane che vuole reinserirsi nella società dopo aver scontato una pena in carcere per furto. Gli alunni conducono una ricerca e motivano le scelte di Raffaele con il suo disagio nel confrontarsi con i suoi
coetanei benestanti, usando il furto come rivalsa sociale. Viene bandito il nozionismo e nascono altre ricerche, altri studi come le visite alla città, la storia spiegata dal vivo, le interviste fatte dai ragazzi ai loro genitori, la raccolta di materiale con entusiasmo. L'affiatamento diventa sempre più evidente.
Quando però il direttore decide di interrogare i ragazzi con il metodo tradizionale, i risultati sono pessimi: il maestro ricorda al direttore che la classe, che per ammissione di tutto il corpo insegnante era fatta di "scarti", adesso è un gruppo ben organizzato di alunni che frequentano con regolarità, che ha portato a termine lavori brillanti partendo dalla realtà e non da libri polverosi e pieni di retorica. Il direttore risponde che in quelle condizioni, tuttavia, la classe non potrà sostenere gli esami. Dopo un'aspra polemica in cui accusa il direttore di essere del tutto indifferente al destino dei ragazzi e di preoccuparsi solo della sua "onorata carriera", il maestro  annuncia di non mettere più piede in quella scuola.
D'Angelo passa qualche giorno sereno in famiglia, ma riflette sull'accaduto e capisce quanto sia importante continuare il lavoro iniziato e quanto sia grande l'affetto che nutre per i suoi alunni. Decide così di riprendere il suo posto a scuola.

## Produzione
Dopo una lunga attesa perché l'inizio delle riprese veniva continuamente rinviato per problemi di "burocrazia televisiva", il film fu girato in presa diretta tra aprile e luglio del 1971 presso l'Istituto Statale d'arte sacra al Tiburtino III. Con una sola macchina da presa a mano (una Arriflex a 16 mm) e una troupe ridottissima (regista, fonico, operatore alla macchina e il consulente pedagogico Francesco Tonucci), il film fece convivere due elementi apparentemente inconciliabili: un soggetto prefabbricato e la spontaneità di sedici ragazzi liberi di esprimersi con il massimo di libertà creativa. 
Si era arrivati a questa soluzione dopo vari tentativi di lavorare con più macchine da presa nascoste, che non avevano dato un risultato efficace. Alcune scene (quelle fra gli adulti) erano totalmente recitate, altre scene totalmente improvvisate, mentre ad esempio nella scena in cui il direttore interroga i ragazzi, il direttore aveva un testo con le domande da fare mentre i ragazzi andavano a soggetto.